# Gunnar Samuelsson
Anders Gunnar Samuelsson (Lima, 2 maggio 1927 – Lima, 4 novembre 2007) è stato un fondista svedese.

## Palmarès

### Olimpiadi invernali
- Bronzo a Cortina d'Ampezzo 1956 nella staffetta 4x10 km.